# オスカル・ザラ
- オスカー・ザラ
- オスカー・サラ
- オスカール・ザラ

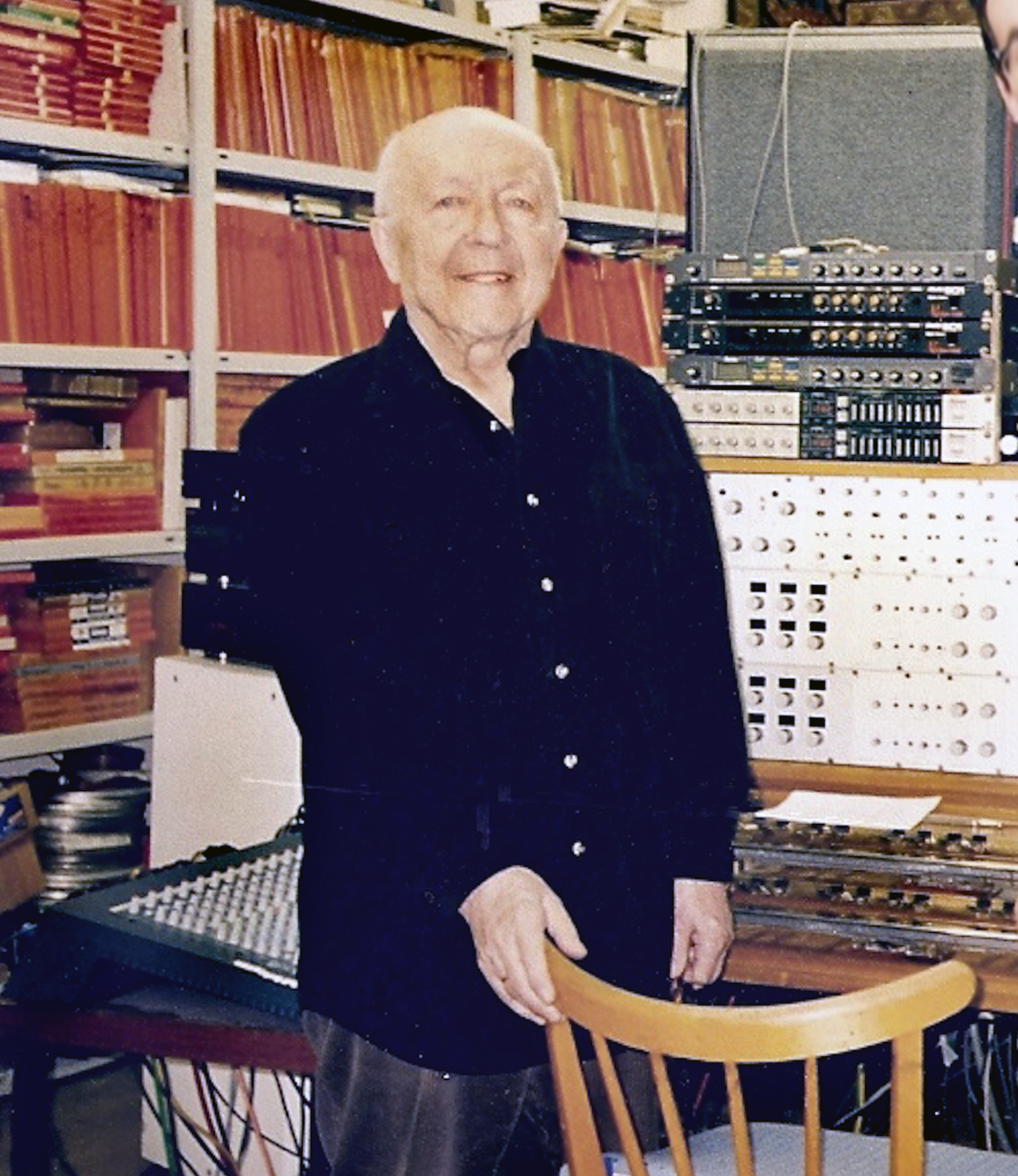
Oskar Sala 1996.

オスカル・ザラ（Oskar Sala, 1910年7月18日 - 2002年2月26日）は、ドイツ出身のトラウトニウム奏者、作曲家。

## 生涯

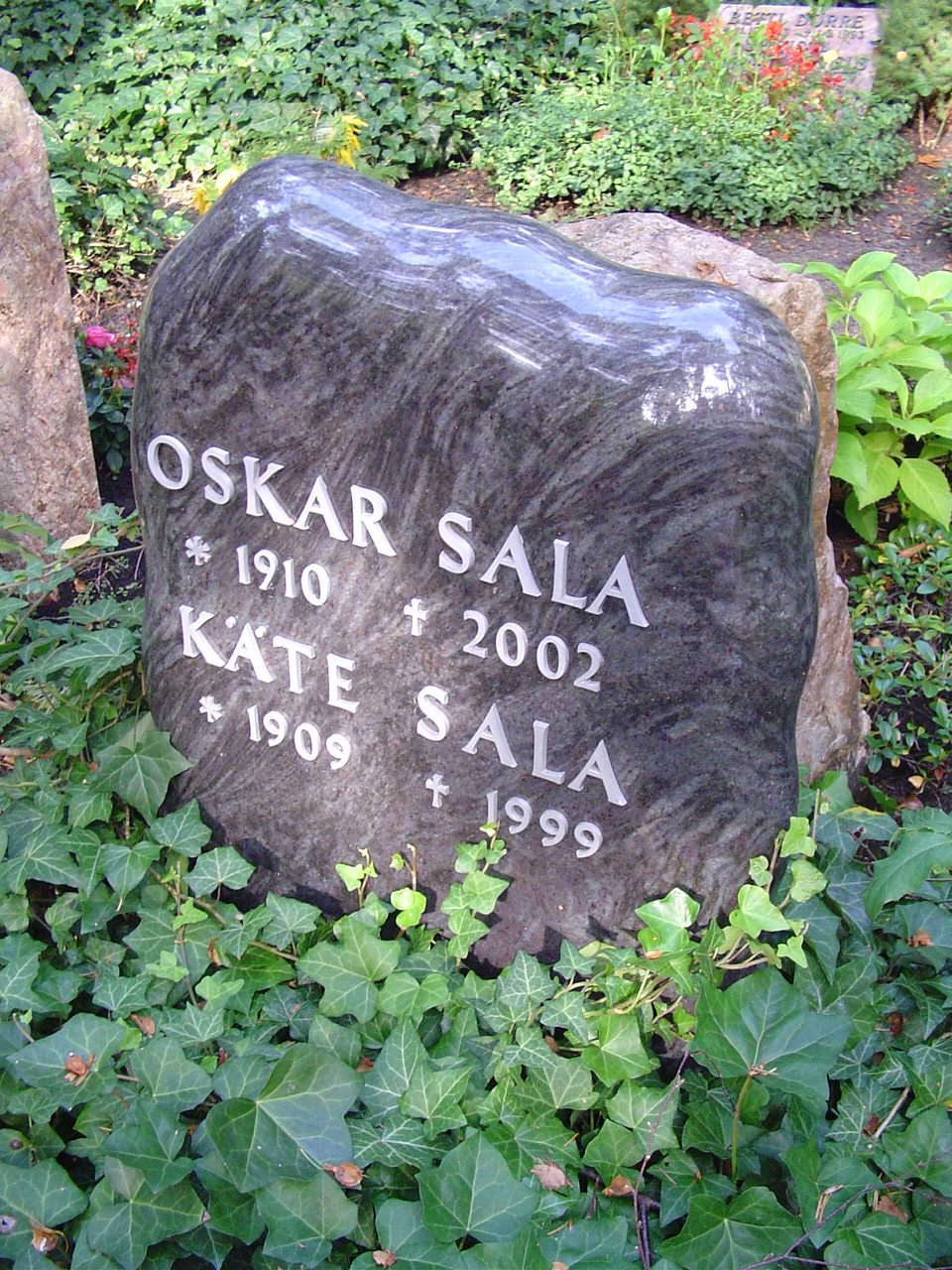
墓

グライツの生まれ。ベルリン高等音楽院でパウル・ヒンデミットに音楽理論を学んだ。1929年にフリードリヒ・トラウトヴァインのトラウトニウムの開発に参加し、以後トラウトニウムの演奏及び開発に生涯をかけて取り組むようになった。こうした開発の成果として、トラウトヴァインの生前の1952年までにトラウトニウムを複声部を演奏できるような改良に成功している。また、改良したトラウトニウムを使った音楽作品の自作も行い、アルフレッド・ヒッチコックの『鳥』の効果音も担当した。
ベルリンにて死去。

## 脚注

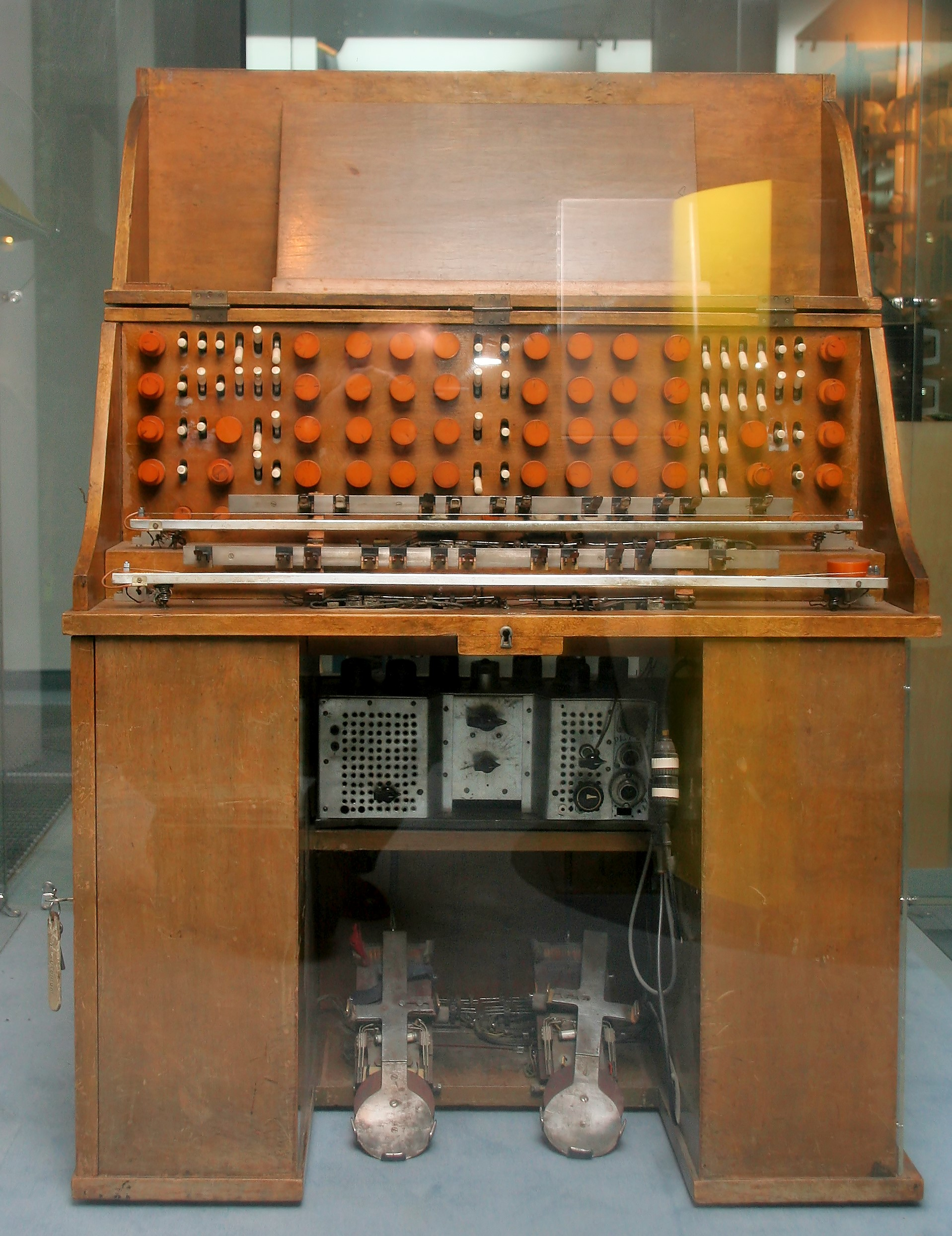
トラウトニウム、1952年製